# Alexandre Gendebien
Pour les articles homonymes, voir Gendebien.
Alexandre Gendebien né à Mons le 4 mai 1789 et décédé en son domicile rue de Schaerbeek n°97 à Bruxelles le 6 décembre 1869 est un homme politique belge, de tendance libérale.

## Biographie

### Jeunesse
Alexandre Gendebien appartenait à la classe supérieure de la bourgeoisie ; son bisaïeul avait rempli pendant soixante et un ans les fonctions de bourgmestre de Dinant. Son aïeul, avocat à Liège, appelé à la direction des affaires de la maison d'Arenberg, avait aussi conservé pendant soixante années ce poste de confiance. Son père Jean-François Gendebien, avocat-pensionnaire des États de Hainaut, siégea en 1790 au Congrès souverain des États belgiques unis et fit ensuite partie du Corps législatif de France jusqu'au mois de mars 1814, puis membre de la seconde Chambre des États généraux et enfin du Congrès national. Son frère Jean-Baptiste fut également membre du Congrès national et sa sœur fut mariée au général Ignace Louis Duvivier.
Il fit ses études secondaires au collège de Tournai, étudia le droit à l'École de Droit de Bruxelles, devient avocat en 1811 et s'inscrit au barreau de Bruxelles.

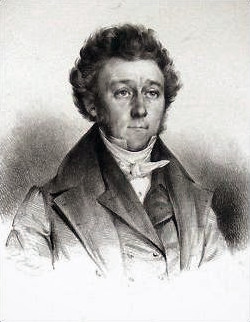
Lithographie de Gendebien lors de ses jeunes années.

Ami de Pierre-Joseph Meeûs, il devient actionnaire de la Société civile Meeûs qui allait devenir après l'Angleterre la première usine à gaz d'éclairage de Bruxelles et du continent européen en 1818.
Il épousa la fille unique d'Antoine Barthélemy, un des membres les plus distingués du barreau de Bruxelles et ministre de la Justice (1er sous le règne de Roi Léopold I), dont il eut comme enfants :
- Alexandre François (1812-1865), avocat, directeur des Charbonnages réunis, époux de Elise Malherbe
- Célestin (1814-1844), époux de Marie Catherine Dehavay
- Sophie (1815-1883), épouse de l'industriel Charles Mourlon et mère de Michel Mourlon
- Jules (1817-1886), avocat à la Cour de cassation, époux de Jeanne Catoir
- Félix (1818-1908), époux d'Hortense Monjot (petite-fille de Jean-François Gendebien)
- Victor (1820-1896), avocat à la Cour d'appel (Belgique), bourgmestre de Schaerbeek, époux d'Adèle Lefebvre
- Albert (1821-1890), ingénieur, époux de Léocratie de Ladriere, puis d'Angélique Detilleux.

Il fut l'un des partisans de l'Union des oppositions de 1828. Il était également un franc-maçon très actif, membre des loges L'Espérance  et Les Amis philanthropes, à Bruxelles. Comme avocat, il défendit notamment les activistes Louis De Potter et François Claes devant la cour d'assise.

### Révolution belge de 1830
Le 25 août 1830 au soir, de jeunes patriotes belges sortent du théâtre de la Monnaie en chantant l'aria L'amour sacrée de la Patrie de l'opéra La Muette de Portici et commencent des troubles. Des drapeaux français apparaissent, par l'action d'agents français, des émissaires de la Société des amis du peuple, mais sont vite retirés et remplacés le lendemain par les drapeaux de la révolution belge de 1789. Gendebien est à Mons quand il apprend l'émeute et les drapeaux français. Ses amis montois veulent également arborer le drapeau français à Mons mais il les en dissuade, craignant les réactions. Il est exaspéré par la substitution du drapeau tricolore français à Bruxelles et ira, déçu de l'échec de ses visées annexionnistes, jusqu'à qualifier plus tard les faits du 25 août comme une « mauvaise farce d'écoliers ». Pourtant, lorsque, en janvier 1831, monsieur de Talleyrand, ambassadeur de France à Londres, lui proposa de dépecer la Belgique, Liège allant à la Prusse, la Flandre et Anvers à l'Angleterre, cela afin de permettre à la France d'annexer presque toute la Wallonie et Bruxelles, il s'y opposa, prédisant un soulèvement général des Belges qui risquait d'engendrer des troubles dans les masses populaires européennes déjà excitées par les nouvelles de la révolution polonaise contre l'annexion russe et par l'agitation parisienne à la suite de la récupération des journées de juillet par une nouvelle dynastie. 

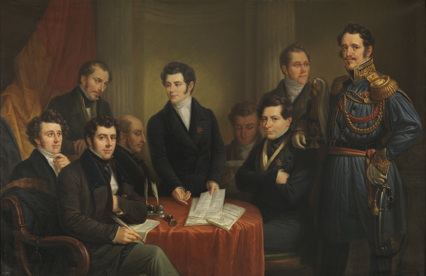
Gendebien (assis, tout à gauche) au Gouvernement provisoire de 1830.

Après les premiers troubles de Bruxelles, Il avait proposé, le 28 août, d'envoyer une députation à La Haye afin d'obtenir des concessions. Les notables l'adjoignirent à MM. Joseph d'Hooghvorst, Félix de Mérode, de Sécus fils et Palmaert père.
Le 31 août, ils étaient reçus par le roi Guillaume Ier. «  Notre mission, écrivit Gendebien à De Potter, fut sans résultat auprès du roi, qui nous fit des promesses vagues, ne laissant entrevoir que la résolution de renvoyer Van Maanen. Nous étant rendus, d'après l'invitation du roi chez le ministre de l'intérieur (M. de la Coste), il nous dit que le gouvernement était dans une position telle, que s'il faisait droit à nos griefs, il en résulterait une insurrection en Hollande. Cette observation du ministre fut pour moi un trait de lumière, et je conçus dès lors le projet de séparation du Nord et du Midi. » Dans la soirée du 1er septembre, les délégués étaient de retour à Bruxelles. Ils y trouvèrent le prince d'Orange qui, le matin même, n'avait pas hésité à rentrer, sous la seule escorte de la bourgeoisie, dans une ville couverte de barricades. Gendebien eut avec l'héritier du trône, le prince d'Orange, un entretien qui ne dura pas moins de quatre heures. Il lui proposa, comme seul moyen de salut, de le faire proclamer roi des Belges, moyennant un compromis préalable. - Non, répondit le prince. La postérité ne pourra dire qu'un Nassau arracha la couronne du front de son père pour la placer sur le sien.

Dans une lettre du 16 septembre 1830, il écrit au journaliste Louis de Potter : 
« Dès le 2 ou 3 août, j'ai écrit à Paris demandant qu'on s'expliquât catégoriquement si on voulait les limites du Rhin, garantissant un succès complet en cas d'attaque. Vers le 15 août, j'ai été mis en rapport direct avec un agent du gouvernement français, qui m'a dit positivement qu'il fallait tout calmer et arrêter toute explosion pendant une année, confirmant la résolution du gouvernement français de ne pas intervenir lors même que les Prussiens entreraient ici. »
Le 18 septembre, après avoir fait partie de la Commission de sûreté publique, Gendebien quitta Bruxelles avec instruction d’aller, d'accord avec ses amis, chercher M. De Potter à Lille, où il lui avait donné rendez-vous, pour tenter de le convaincre de rejoindre Bruxelles. Celui-ci refuse. Il gagna ensuite Valenciennes, où il trouva de nombreux notables belges ayant fui Bruxelles : Auguste van der Meere, Louis van der Burch, Jacques Vander Smissen, Hotton, Moyard, Sylvain Van de Weyer, Charles Niellon et Constantin Rodenbach.

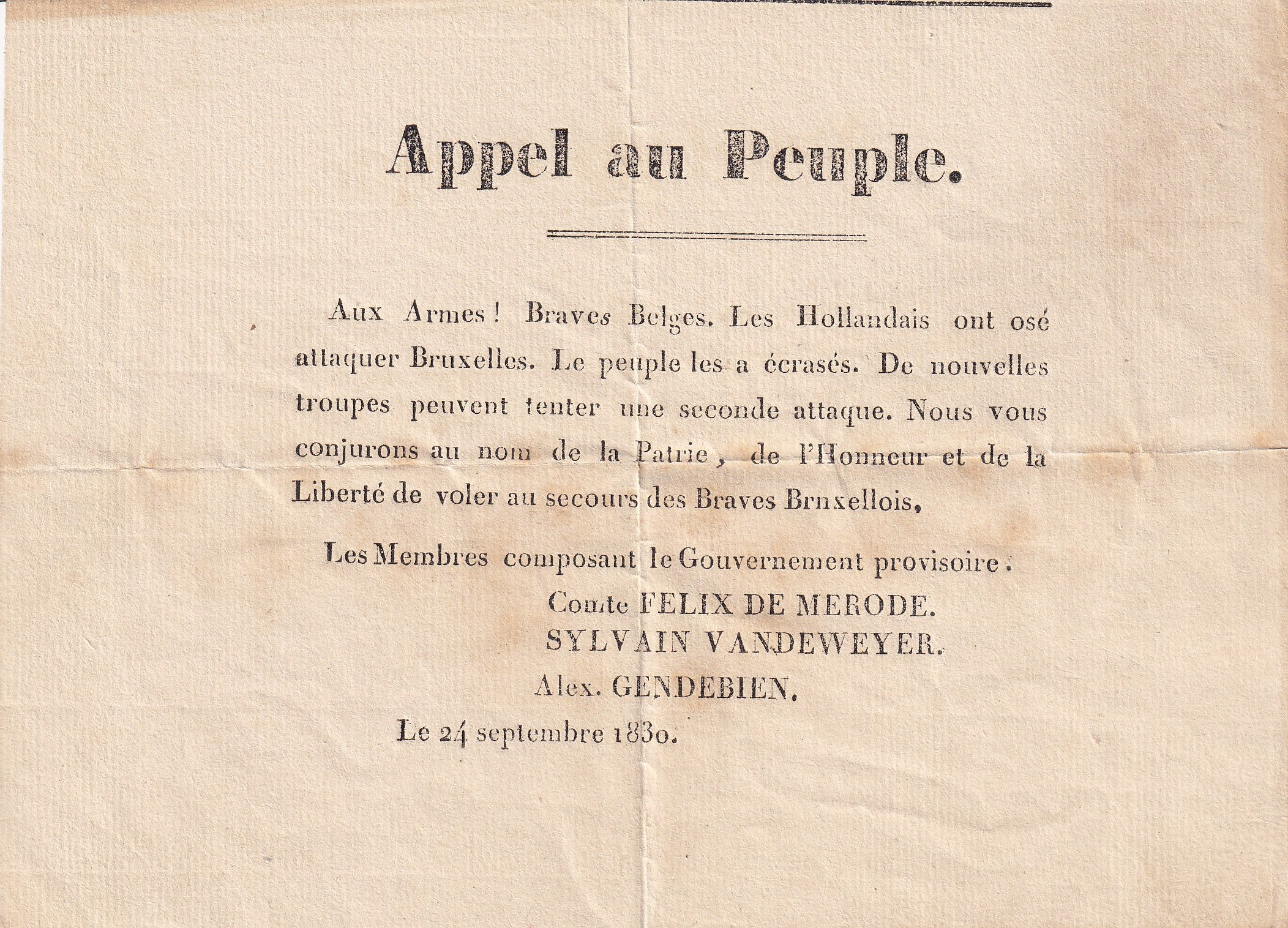
L'appel à la participation du peuple belge à la révolution, lancé par le Gouvernement provisoire de Belgique le 24 septembre 1830, au début des Journées de Septembre.

Dans la nuit du 24 au 25 septembre, après avoir appris que le peuple se battait à Bruxelles, avec Sylvain Van de Weyer, ils rentrèrent à Bruxelles. Le 25 septembre, ils constituaient, avec MM. Rogier et d'Hooghvorst, le gouvernement provisoire. Il fut vite envoyé à Paris afin de prendre contact avec les autorités françaises. Le 1er octobre, l'envoyé du gouvernement provisoire vit successivement le maréchal Gérard, le comte Molé et le général Lafayette. Il proposa de son chef à celui-ci le gouvernement de la Belgique, sous le titre grand-duc ou toute autre dénomination. Lafayette répondit prudemment que son grand âge (73 ans) ne lui permettait pas de risquer une entreprise aussi importante. À son retour le 10 octobre il devint membre du Comité central. le 19 octobre, Gendebien fut adjoint au comité central, chargé du pouvoir exécutif. Il prit en même temps la présidence du comité de la justice. Il fut ensuite député au Congrès national de l'arrondissement de Mons. Le 18 novembre, il y vota pour l'indépendance de la Belgique et le 22 novembre, il se prononçait pour la monarchie (à laquelle il se rallie par pragmatisme, car il était républicain). Le 24 novembre, il vota également la proposition d'exclusion perpétuelle des membres de la famille d'Orange-Nassau de tout pouvoir en Belgique. Après l'élection de Louis d'Orléans le 3 juillet 1831, il fait partie de la délégation de députés envoyés à Paris proposer la couronne au jeune prince. Il fut ensuite ministre de la Justice du gouvernement d'Étienne de Gerlache. Il fonda l'Association nationale, destinée à lutter contre les orangistes. Au Congrès national, il lutta contre l'acceptation du traité des XVIII articles. Il servit comme volontaire pendant la campagne des Dix-Jours.

### Après 1830
Il fut ensuite élu député à la Chambre et lutta contre la ratification du Traité des XXIV articles. En 1835, il menaça de démissionner de son poste de député, mais finit par le garder, devant l'insistance de ses amis politiques. Le 19 mars 1839, il prononça un dernier discours contre l'adoption définitive du Traité des XXIV articles qui privait la Belgique d'une partie du Limbourg et de la moitié du Luxembourg. Ensuite, il démissionna définitivement après avoir lancé à la Chambre: Non, cinq cent mille fois non pour cinq cent mille Belges que vous sacrifiez à la peur ! Peu après, il démissionna aussi de son mandat de conseiller communal à Bruxelles et du poste de bâtonnier de l'ordre des avocats. Il resta jusqu'au bout fidèle à l'État belge, travaillant en tant que receveur général de l'administration des hospices. Âgé, il fut atteint de cécité.
Il est inhumé au cimetière de Saint-Josse-ten-Noode.

## Hommages

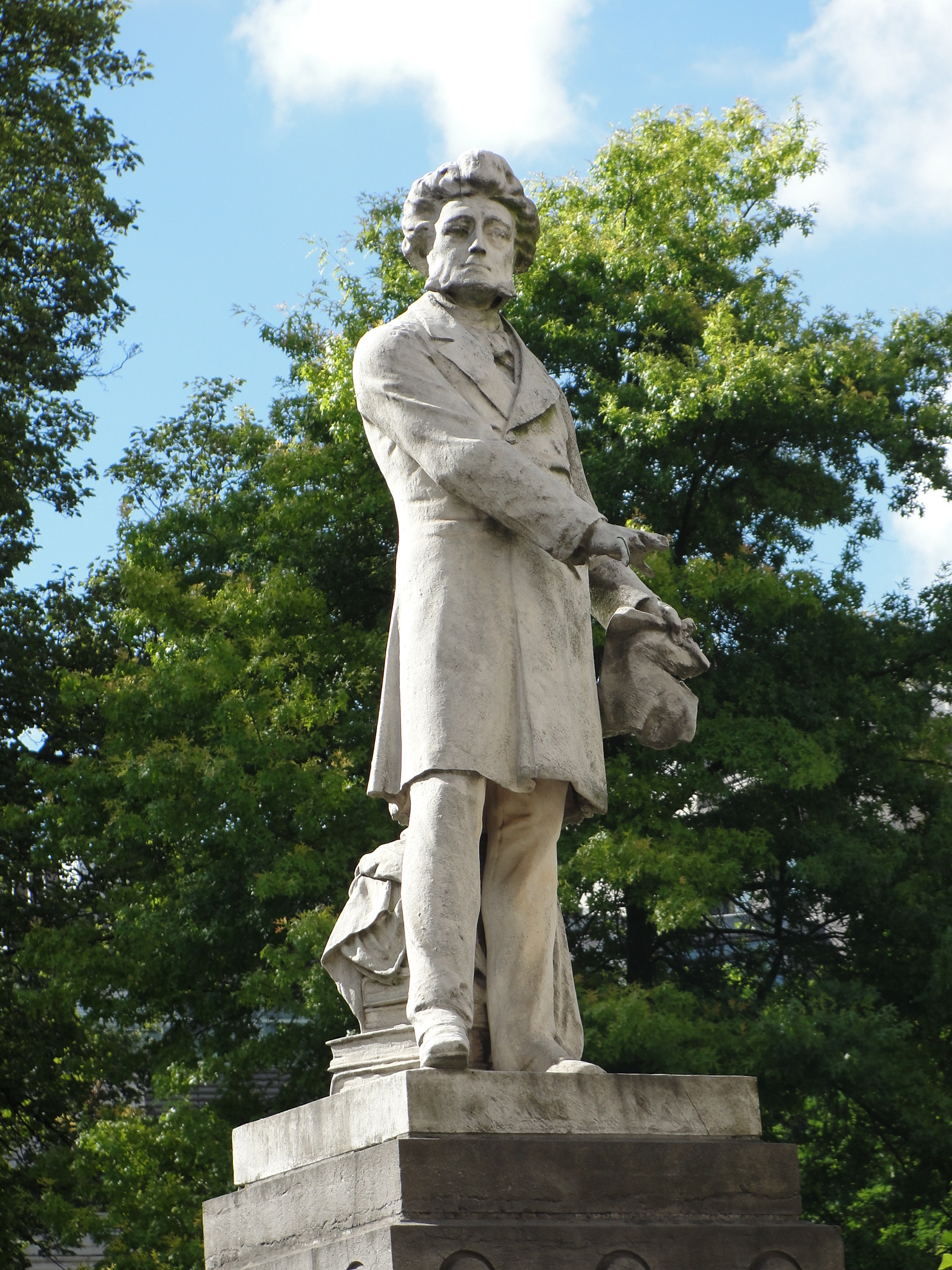
Statue d'Alexandre Gendebien.

Une statue en marbre blanc, réalisée par Charles Van der Stappen et inaugurée en 1874, lui est dédiée sur le square Frère-Orban à Bruxelles, en face du siège du Conseil d'État.
Le médailleur français Adrien Veyrat a également réalisé une série de médailles commémoratives en hommage à Gendebien, à l'initiative des habitants de Jodoigne en remerciement de son rejet de la décision de partager le Luxembourg et le Limbourg.

## Publications
- Chambre des représentants - Documents parlementaires - Proposition d'Alexandre Gendebien  du 6 octobre 1831 composée de 82 questions- Bruxelles
- Aperçus de la part que j’ai prise à la révolution de 1830 (« Mémoires »), 1866-1867
- Catastrophe du mois d'août 1831, première partie, A. Lacroix, Verboeckhoven & Cie, Editeurs, Bruxelles, 1869.  Une seconde partie y est annoncée malgré l'état de santé de l'auteur.